# Matsuri Hino
Hino Matsuri (n. secolul al XX-lea, Sapporo, Japonia) este o artistă manga japoneză născută în Sapporo, Hokkaido. Ea și-a făcut debutul profesional pe data de 10 septembrie 1995 în revista LaLa DX cu articolul Ko nr Yumega Same Tara (Când visul s-a sfârșit). Hino Matsuri este de asemenea cunoscută pentru creația sa manga/anime Vampire Knight.

## Cariera
Ea a început să deseneze la vârsta adolescenței, dedicată creației poveștilor mici, în care a debutat în septembrie 1995, în revista LaLa DX cu lucrarea "Ko no Yume ga Same tara".
În următorii ani publică mai multe povești scurte de un capitol (toate în revista LaLa DX) și apoi, în 1999, ea a început prima activitate largă a bandei desenate Toraware no Mi no Ue publicat în Italia de către Jpop cu titlul Captive Heart.
Apoi începe să lucreze la seria manga Meru Puri (în 2002) despre o fată pe nume Airi Hoshina care își dorește să trăiască într-o casă confortabilă cu un soț iubitor și să găsească bucurie în lucurile mici din viață. Ca urmare ea își face misiunea de zi cu zi pentru a ajunge la școală la timp, deoarece legenda de la școală are ca cel mai non-tardiv bal, pentru a-și găsi un prieten. Dar atunci când rutina ei de zi cu zi este de lucru ca un timp, apare o zână din poveste cu propotții amenințând-o să-i perturbe planul măreț. Pe drum spre școală, Airi își pierde oglinga care i-a fost transmisă în generații și brusc se trezește într-o situație bizară și-l întâlnește pe Alam, un băiat dintr-un regat magic, pentru a fi ieșit din oglindă în scurt timp aceștia o i-au pe jos. Capitolele manga au fost colectate în patru volume tankōbon și publicate în Italia de către Planet Manga.
În 2005 autorul a lucrat la WANTED, o poveste romantică scurtă (în 3 capitole corpolente), stabilită în lumea piraților. În Italia a fost publicată de către Jpop într-un singur volum, cu romanul În primăvară, florile de cireș, publicată în Japonia la sfârșitul anilor nouăzeci.
Cea mai faimoasă lucrare a autorului este, cu toate acestea Vampire Knight care a venit după ce a terminat seria WANTED. În prezent Vampire Knight este încă publicată în revista LaLa, și este de asemenea, distribuită în Italia întotdeauna pe Planet Manga. Însă din păcate cu toate acestea, din cauza unor întârzieri la domiciliu, această publicare a ajuns la seializarea japoneză fiind aperiodică și neprietenoasă.

## Stilul și tema
Stilul grafic al lui Matsuri este foarte specific, detaliat și original (mai ales ochii în acest caz sunt unici), accidentul vascular cerebral este moale și fin și se potrivește perfect cu texturile cufundate în magie și mister, ceea ce fac scenele perfect gotice pline de veselie și relaxare. Multă grijă e pusă în detalii cu privire la haine și păr, care le consideră greu de creat, dar ea face la perfecțiune manierele caracterelor sale protagoniste. Ochii personajelor sunt unici, diferiți de ceea ce sunt în general întocmiți în manga japoneză și sunt foarte expresivi.
O caracteristică care poate fi găsită în multe benzi desenate este partea care nu dă greș, faptul pentru a răspândi povești cu glume și satire ridicole, uneori ca ajutor pentru a slăbi tensiunile care sunt prea întunecate și pline de așteptări.
Matsuri este, de asemenea destul de flexibilă: în posibilatea de a crea lucrări atât de fericite cu o atmosferă veselă, ca Meru Puri și manga gotice întunecate ca Vampire Knight. Autorul a pus scene cu magie și vrăji în toate publicațiile sale, de construcții, însă cu toate acestea introducerea celor mai recente creații are elemente de groază și parțial gotice.

## Viața personală
Numele lui Matsuri Hino este doar un pseudonim pe care-l folosește pentru desenele manga, și încă nu a dezvăluit fanilor ei numele său real. Ea iubește să joace tenis, lectura, grădinăritul, excursii cu mașina (mai ales pe timp de noapte în sus și în jos pe dealuri), precum și cântatul la karaoke. Înainte de a deveni artist manga, Matsuri a lucrat mai mulți ani într-o bibliotecă.